# Symphurus ginsburgi
Symphurus ginsburgi és un peix teleosti de la família dels cinoglòssids i de l'ordre dels pleuronectiformes que viu al sud-oest de l'Atlàntic (des del Brasil fins a l'Uruguai).